# Camp – Tödliche Ferien
Camp – Tödliche Ferien (Originaltitel Summer Camp) ist ein spanisch-mexikanisch-US-amerikanischer Horrorfilm aus dem Jahr 2015 von Alberto Marini, der gemeinsam mit Danielle Schleif das Drehbuch verfasste. Als Produzenten fungierten Julio Fernández und Peter Safran.

## Handlung
Die US-Amerikaner Christy, Michelle und Will fliegen nach Spanien, um in Andalusien gemeinsam mit dem Einheimischen Antonio ein Ferienlager für Kinder zu führen. Bevor die Kinder anreisen, bereiten sie das Lager vor und üben die Spiele, in denen es um blindes Vertrauen geht. Plötzlich macht ein tollwütiger Hund das Gelände und den angrenzenden Streichelzoo unsicher. Erste Tiere werden vom Hund gebissen. Will, der mit Tieren aufwuchs, versucht trotz der Warnungen des Hausherren Javier, den Hund einzufangen. Als er ihn in einen Käfig sperren will, wird er in den Arm gebissen. Am Abend vor der Ankunft der Kinder wollen die Amerikaner und Antonio eine Party im Haus feiern.
Im Weinkeller wird Antonio plötzlich wahnsinnig und läuft wie ein Zombie Amok, woraufhin Will ihn in Notwehr tötet. Wenig später wird Michelle genauso aggressiv. Will und Christy sperren sie in einen Abstellraum. Als die beiden aus dem Haus fliehen wollen, passiert das gleiche mit Christy. Will läuft zurück zu dem Raum, in dem Michelle eingesperrt ist, und merkt, dass sie wieder bei Sinnen ist. Daher sperren Will und Michelle nun Christy in einen Käfig. Aber die Konstellation ändert sich erneut, als Will dem Wahn verfällt und Kristy wieder zu sich kommt. Es wird klar, dass der Wahn immer nur kurze Zeit dauert und die Betroffenen anschließend Erinnerungslücken haben.
Michelle flieht nach draußen und versteckt sich an einem Brunnen, der mit dem Wahn in Verbindung zu stehen scheint Neben dem Brunnen entdeckt sie violette Pilze. Telefonisch ruft sie Javier um Hilfe. Als Javier eintrifft, können Michelle und Kristy nicht verhindern, dass Will Javier tötet. Direkt danach kommt er wieder zu sich.
Gemeinsam machen sich die drei Freunde auf die Suche nach der Ursache des Wahns. Im Wald finden sie ein Wohnmobil und darin ein Labor mit den Pilzen und Chemikalien. In einem Schrank im Wohnmobil entdecken sie außerdem einen jungen Mann. Dieser erklärt ihnen, dass seine Eltern bei einem Experiment die Pilze freigesetzt haben und sich die bewusstseinsverändernden Substanzen durch das Brunnenwasser verbreiten. Dann greifen die Eltern im Wahn das Wohnmobil an. Will und Christy schlucken jeweils einen Pilz. In dem anschließenden Massaker sterben alle außer ihnen.
Am nächsten Morgen kommen die Kinder im Ferienlager an. Will und Christy halten sie von einem Wasserhahn fern, doch plötzlich gehen mehrere Sprinkler an. So werden die Kinder zu Zombies. Auf der Flucht durch den Wald läuft Christy gegen einen spitzen Ast und stirbt. Will verliert seine Brille und ist so orientierungslos, dass die Kinder ihn erwischen.

## Hintergrund

### Produktion
Es handelt sich um das Spielfilmdebüt als Regisseur für Alberto Marini. Zuvor führte er Ende der 1990er Jahre lediglich in Kurzfilmen Regie.

### Veröffentlichung
Sein Filmdebüt feierte der Film am 30. August 2015 auf dem Glasgow Fright Fest. In Spanien wurde der Film unter anderen am 10. Oktober 2015 auf dem Sitges Festival Internacional de Cinema Fantàstic de Catalunya und am 1. November 2015 auf dem San Sebastian Horror and Fantasy Film Festival gezeigt, in den USA am 2. November 2015 auf dem Scary 9. In Deutschland wurde der Film am 5. Dezember 2015 auf dem Fantasy Filmfest aufgeführt. In Deutschland startete der Film am 2. März 2018 in den Videoverleih. Weltweit spielte der Film ungefähr 1,5 Mio. US-Dollar ein.

## Rezeption
„Ein vor allem zu Beginn sehr erwartbar ablaufender Horrorfilm, der Spannung und Originalität jedoch zunehmend steigert. Teilweise etwas sehr verwackelt inszeniert, spart sich der Film üblere Exzesse und weist zuweilen sogar Ironie auf.“

„Zombieschocker, der sich im Kreis dreht.“

Marcel Demuth befindet auf Filmchecker, dass man „gut unterhalten wird“ und Alberto Marini es schafft „ein mittlerweile zu Tode gefilmtes Filmthema so zu inszenieren, dass man gebannt vor der Glotze verharrt.“ Der Film wird als „schnörkelloser Zombiefilm“ bezeichnet, der „adrenalinlastig und packend inszeniert“ wurde. Da sich Marini im Film auf das „Wesentliche reduziert und Nebensächlichkeiten außer Acht lässt, bleibt der Überlebenskampf über weite Strecken wirklich spannend.“ Er zieht Vergleiche zu den Filmen Zombie, 28 Days Later und Crazies und vergibt 7 von 10 möglichen Punkten.
Oliver Armknecht vergibt bei seiner Filmkritik für Film-Rezensionen 6 von 10 möglichen Punkten und bemängelt vor allem, dass der Film „eher unterhaltsam als spannend“ sei. Auch lobt Armknecht, dass sich im Film auf den Horror fokussiert wird und Nebenhandlungen ignoriert werden. Er lobt des Weiteren den Humor im Film, ohne dass er zu einer Zombiekomödie verkommt. Final äußert Armknecht, dass der „ganz große Wurf“ dem Regisseur nicht gelungen sei, allerdings sollte der Film im Zombiesubgenre „zu den besseren Vertretern der letzten Zeit“ gehören.
Auf Rotten Tomatoes erhielt der Film aufgrund von neun Reviews eine Wertung von 56 %, im Durchschnitt bewertet mit 4,00 von 10 möglichen Punkten. Im Audience Score, der Zuschauerwertung auf Rotten Tomatoes, erhielt der Film bei mehr als 100 Stimmenabgaben eine Wertung von 39 %. In der Internet Movie Database hat der Film bei über 3.900 Stimmenabgaben eine Wertung von 5,1 von 10,0 möglichen Sternen.